# Campeonato Mundial de Natação em Piscina Curta de 2022 - 4x50 m livre misto
A prova dos 4x50 metros nado livre misto do Campeonato Mundial de Natação em Piscina Curta de 2022 foi disputada no dia 16 de dezembro de 2022, no Melbourne Sports and Aquatics Centre, em Melbourne, na Austrália.

## Recordes
Antes desta competição, os recordes mundiais e do campeonato nesta prova eram os seguintes:
|                       | Nacionalidade  | Tempo   | Local    | Data                   |
| --------------------- | -------------- | ------- | -------- | ---------------------- |
| Recorde mundial       | Estados Unidos | 1:27.89 | Hangzhou | 12 de dezembro de 2018 |
| Recorde do campeonato | Estados Unidos | 1:27.89 | Hangzhou | 12 de dezembro de 2018 |

Os seguintes recordes mundiais ou do campeonato foram estabelecidos durante esta competição:
| Data           | Evento | Nome                                                                                               | Nacionalidade | Tempo   | Notas |
| -------------- | ------ | -------------------------------------------------------------------------------------------------- | ------------- | ------- | ----- |
| 16 de dezembro | Final  | Maxime Grousset (20.92) Florent Manaudou (20.26) Béryl Gastaldello (23.00) Mélanie Henique (23.15) | França        | 1:27.33 | ,     |

## Medalhistas
| Ouro | Prata | Bronze |
| França · Maxime Grousset · Florent Manaudou · Béryl Gastaldello · Mélanie Henique · Mary-Ambre Moluh[a] | Austrália · Kyle Chalmers · Matthew Temple · Meg Harris · Emma McKeon · Flynn Southam[a] · Madison Wilson[a] | Países Baixos · Kenzo Simons · Thom de Boer · Maaike de Waard · Marrit Steenbergen · Stan Pijnenburg[a] · Nyls Korstanje[a] |

a  Nadadores que participaram apenas nas eliminatórias e receberam medalhas.

## Cronograma
Todos os horários são locais (UTC+11). 
| Data           | Hora  | Evento        |
| -------------- | ----- | ------------- |
| 16 de dezembro | 11:05 | Eliminatórias |
| 16 de dezembro | 19:35 | Final         |

## Resultados

### Eliminatórias
As eliminatórias ocorreram no dia 16 de dezembro com início às 11:05.
| Colocação | Bateria | Raia | Nacionalidade                   | Nadadores | Tempo   | Notas            |
| --------- | ------- | ---- | ------------------------------- | --- | ------- | ---------------- |
| 1         | 3       | 5    | França                          | Florent Manaudou (21.10) Maxime Grousset (20.76) Mélanie Henique (23.86) Mary-Ambre Moluh (23.97)                            | 1:29.69 | Q                |
| 2         | 1       | 2    | Austrália                       | Flynn Southam (22.04) Matthew Temple (20.97) Madison Wilson (23.83) Emma McKeon (22.98)                                      | 1:29.82 | Q                |
| 3         | 3       | 4    | Países Baixos                   | Stan Pijnenburg (21.71) Nyls Korstanje (20.96) Maaike de Waard (23.61) Marrit Steenbergen (23.67)                            | 1:29.95 | Q                |
| 4         | 2       | 4    | Estados Unidos                  | Shaine Casas (21.37) Hunter Armstrong (20.81) Natalie Hinds (24.06) Alexandra Walsh (23.73)                                  | 1:29.97 | Q                |
| 5         | 3       | 7    | China                           | Pan Zhanie (21.53) Wang Haoyu (21.14) Wang Yichun (24.36) Liu Shuhan (24.18)                                                 | 1:31.21 | Q                |
| 6         | 1       | 7    | Nova Zelândia                   | Carter Swift (21.65) Zac Dell (21.32) Rebecca Moynihan (23.96) Emma Godwin (24.46)                                           | 1:31.39 | Q,               |
| 7         | 1       | 6    | Japão                           | Masahiro Kawane (21.57) Takeshi Kawamoto (21.28) Chichiro Igarashi (24.10) Miki Takahashi (24.54)                            | 1:31.49 | Q                |
| 8         | 2       | 8    | Brasil                          | Lucas Peixoto (21.73) Pedro Spajari (21.40) Stephanie Balduccini (24.33) Giovanna Diamante (24.69)                           | 1:32.15 | Q                |
| 9         | 2       | 5    | Suécia                          | Oskar Hoff (22.46) Isak Eliasson (20.79) Sofia Åstedt (24.28) Klara Thormalm (24.81)                                         | 1:32.34 |                  |
| 10        | 3       | 3    | Eslováquia                      | Matej Duša (21.58) Ádám Halás (21.89) Teresa Ivanová (24.26) Lillian Slušná (24.65)                                          | 1:32.38 | Recorde nacional |
| 11        | 2       | 3    | África do Sul                   | Clayton Jimmie (21.83) Simon Haddon (21.84) Caitlin de Lange (24.29) Milla Drakopoulos (25.32)                               | 1:33.28 |                  |
| 12        | 4       | 8    | Taipé Chinesa                   | Wang Kuan-hung (22.47) Wu Chun-feng (21.77) Chen Szu-an (25.77) Huang Mei-chien (24.86)                                      | 1:34.87 |                  |
| 13        | 4       | 3    | Hong Kong                       | Ng Cheuk Yin (22.48) Hayden Kwan (22.36) Sze Hang Yu (24.80) Ho Nam Wai (25.34)                                              | 1:34.98 |                  |
| 14        | 1       | 5    | Colômbia                        | Santiago Corredor (22.99) Jorge Murillo (22.78) Stefanía Gómez (25.06) Sirena Rowe (24.24)                                   | 1:35.07 | Recorde nacional |
| 15        | 2       | 1    | Peru                            | Javier Matta (22.05) Joaquín Vargas (22.91) Rafaela Fernandini (24.99) McKenna DeBever (25.46)                               | 1:35.41 | {NR}}            |
| 16        | 4       | 6    | Bahamas                         | Lamar Taylor (21.65) Luke Thompson (23.30) Rhaniska Gibbs (25.70) Victoria Russell (26.30)                                   | 1:36.95 |                  |
| 17        | 3       | 6    | República Dominicana            | Josué Domínguez (22.95) Elizabeth Jiménez (26.47) Krystal Lara (25.35) Denzel González (22.48)                               | 1:37.25 | {NR}}            |
| 18        | 3       | 1    | Macau                           | Chao Man Hou (22.60) Lin Sizhuang (22.97) Cheang Weng Lam (26.64) Chen Pui Lam (26.70)                                       | 1:38.91 |                  |
| 19        | 3       | 8    | Samoa                           | Kokoro Frost (24.02) Brandon Schuster (23.02) Kaiya Brown (27.06) Olivia Borg (25.39)                                        | 1:39.49 |                  |
| 20        | 2       | 6    | Mongólia                        | Batbayaryn Enkhtamir (23.54) Myagmaryn Delgerkhüü (23.81) Batbayaryn Enkhkhüslen (25.83) Enkh-Amgalangiin Ariuntamir (27.28) | 1:40.46 |                  |
| 21        | 3       | 2    | Guam                            | James Hendrix (24.10) Mia Lee (27.12) Amaya Bollinger (28.97) Israel Poppe (23.67)                                           | 1:43.86 |                  |
| 22        | 2       | 7    | Tanzânia                        | Sophia Latiff (27.88) Hilal Hilal (24.72) Ria Save (28.49) Collins Saliboko (23.34)                                          | 1:44.43 |                  |
| 23        | 1       | 3    | Papua-Nova Guiné                | Josh Tarere (24.36) Nathaniel Noka (24.88) Jhnayali Tokome-Garap (28.74) Georgia-Leigh Vele (27.48)                          | 1:45.46 |                  |
| 24        | 4       | 2    | Marianas Setentrionais          | Isaiah Alexsenko (23.31) Jinnosuke Suzuki (25.20) Maria Batallones (28.32) Shoko Litulumar (29.96)                           | 1:46.79 |                  |
| 25        | 4       | 1    | Estados Federados da Micronésia | Tasi Limtiaco (24.21) Taeyanna Adams (29.11) Kestra Kihleng (29.19) Kyler Kihleng (26.02)                                    | 1:48.53 |                  |
| 26        | 2       | 2    | Maldivas                        | Mubal Azzam Ibrahim (26.14) Aishath Sausan (29.92) Hamna Ahmed (30.88) Mohamed Rihan Shiham (25.98)                          | 1:52.92 |                  |
| 27        | 1       | 4    | Palau                           | Ungilreng Ruluked (32.35) Galyah Mikel (31.30) Travis Sakurai (25.56) Shawn Dingilius-Wallace (26.72)                        | 1:55.93 |                  |
| 28        | 4       | 4    | Canadá                          | | DNS     | DNS              |
| 28        | 4       | 5    | Itália                          | | DNS     | DNS              |
| 28        | 4       | 7    | Filipinas                       | | DNS     | DNS              |

### Final
A final foi realizada no dia 16 de dezembro com início às 19:35.
| Colocação         | Raia | Nacionalidade  | Nadadores                                                                                          | Tempo   | Notas              |
| ----------------- | ---- | -------------- | -------------------------------------------------------------------------------------------------- | ------- | ------------------ |
| Medalha de ouro   | 4    | França         | Maxime Grousset (20.92) Florent Manaudou (20.26) Béryl Gastaldello (23.00) Mélanie Henique (23.15) | 1:27.33 | Recorde mundial    |
| Medalha de prata  | 5    | Austrália      | Kyle Chalmers (20.97) Matthew Temple (20.71) Meg Harris (23.73) Emma McKeon (22.62)                | 1:28.03 | Recorde da Oceania |
| Medalha de bronze | 3    | Países Baixos  | Kenzo Simons (21.14) Thom de Boer (20.61) Maaike de Waard (23.35) Marrit Steenbergen (23.43)       | 1:28.53 |                    |
| 4                 | 6    | Estados Unidos | Michael Andrew (20.81) David Curtiss (20.89) Erika Brown (23.53) Alexandra Walsh (23.95)           | 1:29.18 |                    |
| 5                 | 1    | Japão          | Kosuke Matsui (21.24) Masahiro Kawane (20.81) Chichiro Igarashi (24.02) Ai Soma (23.98)            | 1:30.05 |                    |
| 6                 | 2    | China          | Pan Zhanie (21.49) Wang Haoyu (20.89) Wang Yichun (23.98) Liu Shuhan (23.82)                       | 1:30.18 | Recorde nacional   |
| 7                 | 7    | Nova Zelândia  | Carter Swift (21.52) Cameron Gray (20.75) Rebecca Moynihan (24.10) Emma Godwin (24.01)             | 1:30.38 | Recorde nacional   |
| 8                 | 8    | Brasil         | Lucas Peixoto (21.85) Pedro Spajari (21.17) Stephanie Balduccini (24.83) Giovanna Diamante (24.32) | 1:32.17 |                    |

Legenda
| Recorde mundial       | Recorde mundial (World record)               |                       | Recorde africano                      | Recorde africano (African) |                                           | Q | Classificado por posição (Qualified) |
| Recorde do campeonato | Recorde do campeonato (Championship record)  | Recorde da América    | Recorde da América (Americas)         | q                          | Classificado por melhor tempo (Qualified) |   |                                      |
| Melhor marca do ano   | Melhor marca do ano (World leading)          | Recorde asiático      | Recorde asiático (Asian)              | DNS                        | Não largou (Did not start)                |   |                                      |
| Recorde nacional      | Recorde nacional (National record)           | Recorde europeu       | Recorde europeu (European)            | DNF                        | Não terminou (Did not finish)             |   |                                      |
| Recorde pessoal       | Recorde pessoal do atleta (Personal best)    | Recorde da Oceania    | Recorde da Oceania (Oceania)          | DSQ / DQ                   | Desclassificado (Disqualified)            |   |                                      |
| Recorde da temporada  | Recorde da temporada do atleta (Season best) | Recorde sul-americano | Recorde sul-americano (South America) | NM                         | Sem marca (No mark)                       |   |                                      |